# Abraham Unger
Abraham Unger, född 31 oktober 1870 i Söderala församling i Gävleborgs län, död 23 februari 1949 på Våxnäs herrgård i Värmland, var en svensk ämbetsman.

## Biografi
Unger blev juris kandidat vid Uppsala universitet 1895, amanuens i civildepartementet 1896, var reservauditör i Dalregementets reserv 1896–1902, amanuens i jordbruksdepartementet 1900–1906 och i överintendentsämbetet 1904–1906, tillförordnad kanslisekreterare i jordbruksdepartementet 1903 och ordinarie 1906, sekreterare i Veterinärinstitutet från 1912. Efter att ha varit extra föredragande från 1913 i Sjöförsvarsdepartementet, expeditionschef där från 1915, statssekreterare där från 1917, blev han 1921 landshövding i Värmlands län, fram till 1936. Abraham Unger var ordförande i länets hushållningssällskap samt ordförande i styrelsen för Värmlands enskilda bank. Han var biträdande sekreterare i Parisutställningskommissionen 1900 och sekreterare i konstitutionsutskottet 1903–1905.
Han var inspektor för Lundsbergs skola 1927–1939 och skolans preses 1935–1939.

### Familj
Abraham Unger var son till häradshövding Magnus Unger och Hedvig, född Axell. Han gifte sig 1909 med skådespelerskan Alexandra Leufstedt, dotter till ingenjör Fredrik Jakobsson och Fredrika Karolina Leufstedt. Han var far till ambassadör Stig Unger och Beth Berggren.

## Utmärkelser

### Svenska utmärkelser
- Konung Gustaf V:s jubileumsminnestecken med anledning av 70-årsdagen, 1928.[5]
- Kommendör med stora korset av Nordstjärneorden, 17 november 1931.[5]
- Kommendör av första klassen av Nordstjärneorden, 25 november 1922.[6]
- Kommendör av andra klassen av Nordstjärneorden, 6 juni 1918.[7]
- Riddare av Carl XIII:s orden, 28 januari 1942.[8]
- Riddare av första klassen av Vasaorden, 1913.[9]

### Utländska utmärkelser
- Storkorset av Nederländska Oranienhusorden, tidigast 1921 och senast 1925.[10][11]
- Kommendör av första klassen av Finlands Vita Ros’ orden, tidigast 1921 och senast 1925.[10][11]
- Officier d'Académie av Franska Akademiska palmen, senast 1915.[12]